# Namaacha
Namaacha – miasto na Mozambiku, w prowincji Maputo.